# Феодосий (Нестеров)
Епи́скоп Феодо́сий (в миру Фёдор Вале́рьевич Не́стеров; род. 3 июля 1966, Москва) — архиерей Русской православной церкви, епископ Ноябрьский, викарий Салехардской епархии.

## Биография
Родился 3 июля 1966 года в Москве в семье инженеров. В 1968 году был крещён в Лазаревском храме города Пятигорска во младенчестве. В 1983 году окончил среднюю школу № 369 г. Москвы. В 1984—1986 годы служил в Вооружённых силах СССР. В 1996 году с отличием окончил МГТУ им. Баумана по специальности «Машины и технология обработки металлов давлением». Проходил различные церковные послушания в храме Воскресения Христова в Сокольниках.
С августа 1996 года по декабрь 1999 года по благословению насельника Троице-Сергиевой лавры архимандрита Наума (Байбородина) трудился на восстановлении Спасо-Суморина монастыря в городе Тотьме Вологодской области. В этот же период окончил двухгодичное заочное отделение ставленников Вологодского духовного училища.
В марте 2000 года по благословению архимандрита Наума (Байбородина) поступил в Артемиево-Веркольский монастырь Архангельской епархии, где и принял постриг 8 апреля 2000 года с именем Феодосий в честь преподобного Феодосия Тотемского.
9 мая 2000 года в Свято-Троицком храме города Архангельска епископом Тихоном (Степановым) был рукоположен в сан иеродиакона, 27 сентября 2000 года в Илиинском кафедральном соборе и тем же архиереем — в сан иеромонаха. Для прохождения практики был определён в Свято-Троицкий храм города Архангельска.
30 июня 2000 года освобожден от служения в Свято-Троицком храме и определён для несения послушания в Артемиево-Веркольский мужской монастырь. 1 января 2001 года назначен настоятелем подворья Артемиево-Веркольского монастыря в Архангельске. Организовал при подворье социальный мужской приют, построил храм в честь благоверного князя Александра Невского, келейный корпус, хозяйственные постройки.
С 1 октября 2005 года по 6 декабря 2011 года исполнял обязанности руководителя отдела по тюремному служению Архангельской епархии.
В 2008 году заочно окончил Московскую духовную семинарию. В том же году по рекомендации епископа Тихона поступил на заочное отделение Московской духовной академии. В 2009 году указом Патриарха Московского и всея Руси Кирилла удостоен сана игумена.
10 марта 2010 года назначен настоятелем прихода в селе Сура Пинежского района Архангельской области. Освобожден от обязанностей настоятеля в связи с образованием 4 октября 2012 года Сурского Иоанновского женского монастыря.
С 23 мая 2011 года по 17 января 2013 года — благочинным Северодвинского благочиния.
С 16 сентября 2013 года по 11 января 2017 года — заместитель благочинного Архангельского округа.
В 2015—2018 годы по предложению губернатора Архангельской области И. А. Орлова входил в состав Общественной палаты Архангельской области.
4 октября 2016 года назначен руководителем епархиальной комиссии по вопросам защиты семьи, материнства и детства.
11 января 2017 года назначен благочинным Архангельского округа.
25 февраля 2019 года освобождается от обязанностей настоятеля храма в честь иконы Божией Матери «Неопалимая Купина» города Архангельска.
4 апреля 2019 года назначается временно исполняющим обязанности наместника Свято-Троицкого Антониево-Сийского мужского монастыря. 10 апреля 2019 года освобождается от обязанностей настоятеля Архангельского подворья Артемиево-Веркольского монастыря. 30 августа 2019 года решением Священного Синода РПЦ назначен наместником Свято-Троицкого Антониево-Сийского мужского монастыря.
1 марта 2020 года назначен настоятелем прихода строящегося храма преподобного Сергия Радонежского города Архангельска.
23 июня 2020 года назначен благочинным Центрального благочиннического округа города Архангельска.
26 мая 2023 года назначен руководителем епархиального отдела по монастырям и монашеству.

### Архиерейство
24 августа 2023 года решением Священного синода РПЦ избран епископом Ноябрьским, викарием Салехардской епархии.
28 августа 2023 года в храме Успения Божией Матери в Архангельске митрополитом Корнилием (Синяевым) был возведён в сан архимандрита.
20 сентября 2023 года в Тронном зале Храма Христа Спасителя города Москвы наречён во епископа Ноябрьского, викария Салехардской епархии.
27 сентября 2023 года в Храме Христа Спасителя состоялась его архиерейская хиротония, которую совершили: Патриарх Кирилл, митрополит Воскресенский Дионисий (Порубай), митрополит Архангельский и Холмогорский Корнилий (Синяев), архиепископ Салехардский и Ново-Уренгойский Николай (Чашин), архиепископ Егорьевский Матфей (Копылов), епископ Зарайский Константин (Островский), епископ Калачевский и Палласовский Иоанн (Коваленко).
Является настоятелем храма Архистратига Михаила в городе Ноябрьск.

## Награды
церковные
- набедренник (05.05.2002)
- наперсный крест (04.02.2007)
- наперсный крест с украшениями (09.04.2012)
- палица (03.12.2013)